# أدريان أوتيرو
أدريان أوتيرو (بالإسبانية: Adrián Otero)‏ هو مغني وكاتب أغاني أرجنتيني، ولد في 31 يوليو 1958 في بوينس آيرس في الأرجنتين، وتوفي في 12 يونيو 2012 في قرطبة في الأرجنتين بسبب حادث مرور.

## وصلات خارجية
- أدريان أوتيرو على موقع IMDb (الإنجليزية)
- أدريان أوتيرو على موقع ميوزك برينز (الإنجليزية)
- أدريان أوتيرو على موقع أول ميوزيك (الإنجليزية)
- أدريان أوتيرو على موقع ديسكوغز (الإنجليزية)
- أدريان أوتيرو على موقع قاعدة بيانات الفيلم (الإنجليزية)